# 梁柱東
梁 柱東（ヤン・ジュドン、1903年8月16日〈太陰暦: 6月24日〉 - 1977年2月4日）は、大韓民国の詩人、評論家、国文学者、英文学者、翻訳家、随筆家、教授。
本貫は南海梁氏（済州梁氏）。号は无涯（ムエ、무애）。

## 生涯

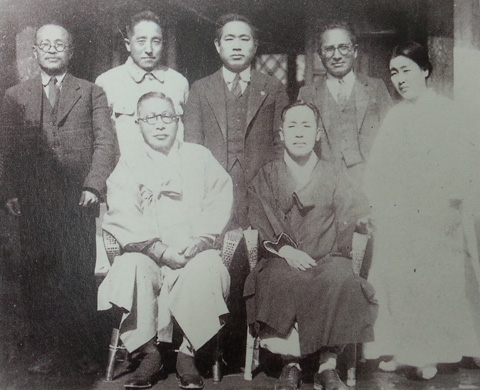
梁柱東（後列左より3番目）

京畿道開城に生まれた。幼児期をいっとき平壌で過ごし、長淵で育った。京城中東高等普通学校を経て渡日し、1928年に早稲田大学英語英文学科卒業。1919年に廉想渉と共同で『文芸公論』を発刊し、崇実専門学校（現・崇実大学校）教授を務め、1923年同人誌『金星』で文壇に登場した。1930年には詩集『朝鮮の脈拍』を出版した。その後、郷歌の研究をし、1942年に郷歌25首の解読を行った『朝鮮古歌研究』を出版した。1947年には高麗時代の歌謡に対する注釈を著した『麗謠箋注』を出版した。同年に東国大学校教授を務め、1954年からは大韓民国学術院の終身会員となった。1958年から61年までは延世大学校で教授を務めたが、のちに東国大学校に戻った。

1977年に自宅で脳溢血に倒れ、病院に搬送される最中に74歳で死去した。

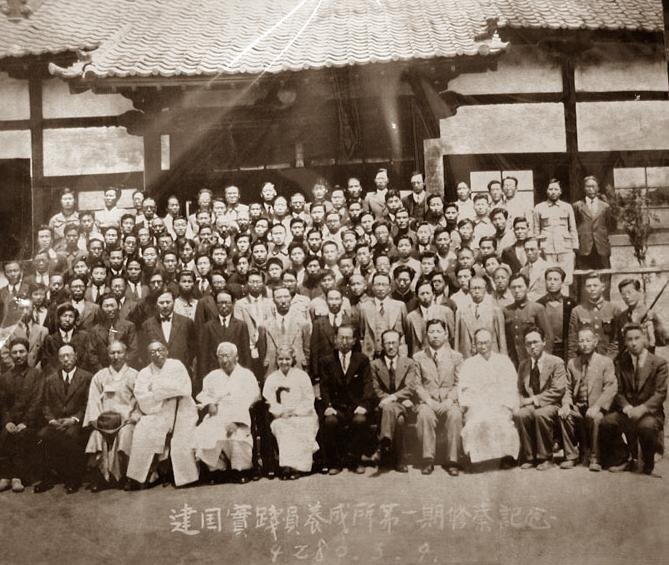
建国実践員養成所1期授業記念写真

## 建国実践員養成所との関わり
建国実践員養成所では、親交があり講師を務めていた金正実、厳恒燮とともに講師を務めた。